# Maria Antònia Simó i Andreu
Maria Antònia Simó i Andreu (Barcelona, 22 de maig de 1915 - 3 d'agost de 2007) va ser una alpinista catalana. Va viure molt de prop el naixement de l'aeronàutica a Catalunya i va ser una de les primeres escaladores del país, la qual va coronar la majoria de cims més alts de Catalunya i part d'Europa. Juntament amb el seu marit, Agustí Jolis, publicaren llibres, articles i guies d'escalada i excursionisme. Era filla natural d'Andreu Nin.

## Biografia
Maria Antònia Simó i el seu germà Carles consten com a fills d'Ismael Simó Blanch (1881-1941) i de Maria Andreu i Baiget (1881-1943), però eren fills naturals que el polític i traductor Andreu Nin va tenir amb Maria Andreu. Del 1928 fins a l'estiu del 1933, Simó i els seus germans, Carles i Maria Eugènia, van residir a Sabadell, on la seva mare tenia una escola al carrer de Corominas. A la capital vallesana, ella i el seu germà Carles visitaven sovint l'aeròdrom de Ca n'Oriac —estrenat per Ferran Llàcer i Josep Canudas el 1925. És aquí on Carles agafà afició per l'aeronàutica. Tots dos germans, en tornar a viure a Barcelona, visitaven cada diumenge l'aeròdrom Canudas del Prat de Llobregat. El 1934 Maria Antònia Simó va conèixer Pepa Colomer —la primera dona pilot de Catalunya i la tercera d'Espanya—, amb qui va volar sovint i va mantenir una intensa amistat.
El 1936, després d'acabar el batxillerat a l'Institut Balmes de Barcelona, es va diplomar en infermeria i va començar a treballar a la Generalitat. Posteriorment va ser destinada a col·laborar en els Preventoris d'Horta.
Ben aviat va començar a destacar com a alpinista al costat de grans noms de l'época, com ara Jordi Panyella Renom, Josep Maria Colomer, Josep Aspachs, Raimon Extrems, Agustí Faus, Jaume Reñé, Lluís Solér, Guillaume i Ernest Mallafré i Planella.
El 1947 es va casar amb Agustí Jolis i Felisart. Tots dos eren socis del Centre Excursionista de Catalunya des del 1942. La parella tenia afició per l'excursionisme i, amb el temps, van coronar els cims més alts del Pirineu i dels Alps. Al final de la dècada de 1940, Maria Antònia es va dedicar a impartir cursets d'excursionisme i a preparar escaladors. Amb cinquanta-un anys va pujar al nord de l'Atles, al Marroc, i amb setanta anys va anar a fer tresc per sota l'Annapurna, a l'Himàlaia, l'any 1985. Ja gran, va participar en l'organització d'una trentena de ral·lis d'esquí de muntanya —en què formava part dels equips de control— i en curses de muntanya, on en algunes ocasions va haver d'ocupar un lloc de control força honorífic, el que hi havia pic de l'Aneto.
Juntament amb el seu marit Agustí, van publicar més de 15 llibres de muntanya de cims del Pirineu, Montserrat, el Pedraforca, la Cerdanya... i articles d'especialitat muntanyenca. Editats per La Vanguardia i amb text seu, van aparèixer una sèrie de fascicles muntanyencs en què s'incloïen mapes. Alguns títols seus són: Alt Berguedà i Cardener (1950), La conquista de la montaña (1954), Cerdanya i Pocets-Maladeta (1957), Pallars-Aran (1961), Pedraforca (1969), Bergwelt Spaniens (1973) —editada en alemany—, Cerdanya (1985) i Pica d'Estats-Monteixo (1993).
El 1941, al Pedraforca, Maria Antònia Simó i Raimon Estrems van obrir la via Maria Antònia–Estrems al pic de Cabirol Superior.

## Premis i distincions
- Medalla al Mèrit de la Federació Espanyola d'Esports de Muntanya i Escalada (1945)
- Placa de Plata del GAME
- Medalla de Forjadores de la Historia Esportiva de Catalunya (1987)[7]
- Medalla d'Honor de Barcelona (2001), juntament amb Agustí Jolis